# Evezés az 1912. évi nyári olimpiai játékokon
Az 1912. évi nyári olimpiai játékokon az evezésben négy versenyszámban osztottak érmeket.

## Éremtáblázat
(A rendező ország csapata eltérő háttérszínnel, az egyes számoszlopok legmagasabb értéke, vagy értékei vastagítással kiemelve.)
| Az 1912. évi nyári olimpiai játékok éremtáblázata evezésben | Az 1912. évi nyári olimpiai játékok éremtáblázata evezésben | Az 1912. évi nyári olimpiai játékok éremtáblázata evezésben | Az 1912. évi nyári olimpiai játékok éremtáblázata evezésben | Az 1912. évi nyári olimpiai játékok éremtáblázata evezésben | Olimpia  |
| ----------------------------------------------------------- | ----------------------------------------------------------- | ----------------------------------------------------------- | ----------------------------------------------------------- | ----------------------------------------------------------- | -------- |
|                                                             | Ország                                                      | Arany                                                       | Ezüst                                                       | Bronz                                                       | Összesen |
| 1.                                                          | Nagy-Britannia (GBR)                                        | 2                                                           | 2                                                           | 0                                                           | 4        |
| 2.                                                          | Dánia (DEN)                                                 | 1                                                           | 0                                                           | 1                                                           | 2        |
| 2.                                                          | Németország (GER)                                           | 1                                                           | 0                                                           | 1                                                           | 2        |
|                                                             |                                                             |                                                             |                                                             |                                                             |          |
| 4.                                                          | Belgium (BEL)                                               | 0                                                           | 1                                                           | 0                                                           | 1        |
| 4.                                                          | Svédország (SWE)                                            | 0                                                           | 1                                                           | 0                                                           | 1        |
|                                                             |                                                             |                                                             |                                                             |                                                             |          |
| 6.                                                          | Kanada (CAN)                                                | 0                                                           | 0                                                           | 1                                                           | 1        |
| 6.                                                          | Norvégia (NOR)                                              | 0                                                           | 0                                                           | 1                                                           | 1        |
| 6.                                                          | Oroszország (RUS)                                           | 0                                                           | 0                                                           | 1                                                           | 1        |
|                                                             |                                                             |                                                             |                                                             |                                                             |          |
| Összesen                                                    | Összesen                                                    | 4                                                           | 4                                                           | 5                                                           | 13       |

## Érmesek
| Az 1912. évi nyári olimpiai játékok érmesei evezésben | | | |
| Versenyszám                                           | Arany | Ezüst | Bronz |
| Egypárevezős                                          | William Kinnear · Nagy-Britannia (GBR) | Polydore Veirman · Belgium (BEL) | Everard Butler · Kanada (CAN)Mart Kuusik · Oroszország (RUS)                                                                                     |
| Belvillás négyes                                      | Dánia (DEN) · Ejlert Allert · Christian Hansen · Poul Hartmann · Carl Moller · Carl Pettersen                                                             | Svédország (SWE) · William Bruhn · Conrad Brunkman · Herman Dahlbaeck · Ture Rosvall · Vilhelm Wilkens                                                              | Norvégia (NOR) · Magnus Herseth · Reidar Holder · Claus Hoyer · Frithjof Olstad · Olav Bjornstadt                                                |
| Kormányos négyes                                      | Németország (GER) · Hermann Wilker · Rudolf Fickeisen · Otto Fickeisen · Karl Leister                                                                     | Nagy-Britannia (GBR) · Karl Vernon · Charles Rought · Bruce Logan · Geoffrey Carr                                                                                   | Dánia (DEN) · Rasmus Frandsen · Mikael Simonsen · Poul Thymann · Ejgil Clemmensen                                                                |
| Nyolcas                                               | Nagy-Britannia (GBR) · Sidney Swann · Leslie Wormald · Ewart Horsfall · James Angus Gillan · Arthur Garton · Alister Kirby · Philip Fleming · Henry Wells | Nagy-Britannia (GBR) · William Parker · Thomas Gillespie · Beaufort Burdekin · Frederick Pitman · Arthur Wiggins · Charles Littlejohn · Robert Bourne · John Walker | Németország (GER) · Max Bröske · Max Vetter · Willi Bartholomae · Fritz Bartholomae · Werner Dehn · Rudolf Reichelt · Hans Matthiae · Kurt Runge |